# Jean Bastier de La Péruse
Jean Bastier de La Péruse (1529-1554) foi um poeta e dramaturgo francês.

## Publicações
- La Médée, tragédie et autres diverses poésies (1555) Texto online
- Les Œuvres de J. de La Péruse avec quelques autres diverses poésies de Cl. Binet (1573)
- Diverses poésies de feu J. de La Péruse (1613)